# Championnats d'Océanie d'athlétisme 2021
Navigation
Édition précédente Édition suivante
Les 18es championnats d'Océanie d'athlétisme devaient se dérouler du 25 au 28 juin 2021 à Port Vila, au Vanuatu. C’est la 1re fois qu’ils devaient se dérouler au Vanuatu. Organisés par l'Oceania Athletics Association (OAA), ils devaient regrouper des athlètes de 23 nations différentes et de deux sélections régionales, autour de 48 épreuves prévues, senior, ainsi que des épreuves juniors et cadets. 
La compétition est annulée le 16 février 2021 en raison de la pandémie de Covid-19.